# Novembre 1922

## Événements
- Indonésie : le Parlement britannique adopte le plan Stevenson pour limiter la production de caoutchouc. Le refus du gouvernement néerlandais de l’accepter développe la production en Indonésie.
- Liban : Gouraud est nommé haut-commissaire français à Beyrouth.
- 4 novembre : l'égyptologue britannique Howard Carter découvre le tombeau du pharaon Toutânkhamon.
- 6 novembre :
  - France : lancement des programmes de la première station radio privée, Radiola, par Émile Girardeau. Marcel Laporte, animateur baptisé Radiolo.
  - l'hélicoptère no 2 du français Étienne Œhmichen tient l'air pendant 2 minutes et 37 secondes;
  - premier vol de l'hydravion allemand Dornier Do J.
- 12 novembre : les élections législatives polonaises sont remportées par le Union populiste nationale qui n'obtient pas la majorité absolue des sièges.
- 14 novembre : création de la British Broadcasting Corporation (BBC).
- 15 novembre :
  - Les élections générales britanniques sont remportées par le Parti conservateur avec 345 sièges. Les libéraux divisés en obtiennent 116 et les Travaillistes 142.
  - Artur da Silva Bernardes, candidat des États de São Paulo et Minas Gerais gagne l’élection présidentielle contre Nilo Peçanha, candidat de « la Réaction Républicaine » (coalition des autres États) et des militaires.
  - en Équateur, la grève générale de Guayaquil est réprimée par l'armée, faisant plusieurs centaines de morts.
- 18 novembre : premier vol de l'avion de chasse français Dewoitine D.1.
- 28 novembre :
  - le verdict du procès des Six est prononcé, condamnant à la peine de mort six des huit des accusés qui sont fusillés le jour même;
  - premier vol de l'avion de chasse embarqué britannique Fairey Flycatcher.
- 30 novembre[1] (Indes orientales néerlandaises) : la nouvelle constitution des Pays-Bas supprime le mot « colonies » pour l’expression « territoires d’outre-mer » mais les Indonésiens demeurent des « sujets » néerlandais. La politique de décentralisation se renforce, dans le but de faciliter le travail de l’administration, d’y associer l’élite indonésienne pour la détacher du mouvement nationaliste et de diversifier les régimes locaux afin de laisser aux Néerlandais le rôle d’arbitres. En dehors des communes villageoises anciennes (desas), il apparaît des conseils locaux : conseils municipaux, de régence, de province. Le corps électoral est extrêmement réduit en ce qui concerne les Indonésiens.

## Naissances
- 2 novembre : René Birr, cheminot, et résistant alsacien († 1er juin 1943).
- 4 novembre : Benno Besson, homme de théâtre suisse († 23 février 2006).
- 5 novembre : María Isabel Rodríguez, médecin et femme politique salvadorienne.
- 8 novembre : Christiaan Barnard, médecin sud-africain († 2 septembre 2001).
- 9 novembre :
  - Raymond Devos, humoriste français d'origine belge († 15 juin 2006).
  - Piotr Slonimski, médecin, biologiste, et généticien français d'origine polonaise († 25 avril 2009).
  - Augusto Vargas Alzamora, cardinal péruvien, jésuite et archevêque de Lima († 4 septembre 2000).
- 11 novembre :
  - Dante Isella, philologue et historien de la littérature italien. († 3 décembre 2007).
  - Kurt Vonnegut, écrivain américain († 11 avril 2007).
  - George Blake, Espion Britannique († 26 décembre 2020).
- 16 novembre : José Saramago, écrivain portugais, prix Nobel littérature 1998 († 18 juin 2010).
- 22 novembre : Abdelaziz Mathari, économiste et homme politique tunisien († 20 mai 2004).
- 26 novembre : Michel Toussaint, homme politique belge († 23 mars 2007).
  - Charles Schulz, auteur de bande dessinée et illustrateur américain, créateur des Peanuts  († 12 février 2000).
- 27 novembre : Claude Alphandéry, résistant, banquier et économiste français († 25 mars 2024).
- 28 novembre : Lode Anthonis, coureur cycliste belge († 12 janvier 1992).
- 29 novembre : Toufic Succar compositeur libanais († novembre 2017).
- 30 novembre : 
  - André Bord, homme politique français († 13 mai 2013).
  - Brenda Shore, botaniste néo-zélandaise († 18 juin 1993).

## Décès
- 2 novembre : Alexandre Cousebandt d'Alkemade, militaire et homme politique belge (° 26 avril 1840).
- 18 novembre : Marcel Proust, écrivain français.